# Palm Coast
Palm Coast é uma cidade localizada no estado americano da Flórida, no condado de Flagler. Foi incorporada em 1999.

## Geografia
De acordo com o United States Census Bureau, a cidade tem uma área de 235,3 km², onde 232,8 km² estão cobertos por terra e 2,5 km² por água.

### Localidades na vizinhança
O diagrama seguinte representa as localidades num raio de 32 km ao redor de Palm Coast.

## Demografia
Segundo o censo nacional de 2010, a sua população é de 75 180 habitantes e sua densidade populacional é de 323 hab/km². É a localidade mais populosa do condado de Flagler. Possui 35 058 residências, que resulta em uma densidade de 150,6 residências/km².